# اونای سیمون
اونای سیمان مندیبیل (اسپانیایی: Unai Simón Mendibil‎؛ زادهٔ ۱۱ ژوئن ۱۹۹۷) بازیکن فوتبال اهل اسپانیا است که در پست دروازه‌بان برای باشگاه فوتبال اتلتیک بیلبائو در لالیگا و همچنین تیم ملی فوتبال اسپانیا بازی می‌کند.
از باشگاه‌هایی که در آن بازی کرده‌است می‌توان به باشگاه فوتبال اتلتیک بیلبائو بی و باشگاه فوتبال الچه اشاره کرد.
وی همچنین در تیم‌های ملی فوتبال زیر ۱۶ سال اسپانیا، زیر ۱۸ سال اسپانیا، زیر ۱۹ سال اسپانیا و زیر ۲۱ سال اسپانیا بازی کرده‌است.

## آمار ملی

### بازی‌های ملی
تا تاریخ ۱۹ نوامبر ۲۰۲۳
| اسپانیا | اسپانیا | اسپانیا  | اسپانیا  |
| سال     | بازی    | کلین شیت | گل خورده |
| ------- | ------- | -------- | -------- |
| ۲۰۲۰    | ۳       | ۱        | ۲        |
| ۲۰۲۱    | ۱۷      | ۷        | ۱۴       |
| ۲۰۲۲    | ۱۱      | ۶        | ۸        |
| ۲۰۲۳    | ۷       | ۴        | ۳        |
| مجموع   | ۳۸      | ۱۸       | ۲۷       |

## افتخارات

### باشگاهی
اتلتیک بیلبائو
- جام حذفی فوتبال اسپانیا(۱): ۲۴–۲۰۲۳
- سوپر جام فوتبال اسپانیا(۱): ۲۰۲۱

### ملی
اسپانیا
- جام ملت‌های اروپا(۱): ۲۰۲۴
- لیگ ملت‌های اروپا(۱): ۲۳–۲۰۲۲